# Caluromys derbianus
Opossum laineux de Derby, Opossum laineux d'Amérique centrale
Espèce
Statut de conservation UICN

LC : Préoccupation mineure
L’Opossum laineux de Derby ou opossum laineux d'Amérique centrale (Caluromys derbianus) est une espèce d'opossum d'Amérique. Ce marsupial omnivore est relativement peu commun et discret. 
Rasmussen a en 1990, après avoir étudié cet opossum dans son milieu, trouvé des similitudes anatomiques avec les primates : il dispose d'un  cerveau relativement grand par rapport à sa taille, une barre postorbitale presque complète, un museau relativement court et certaines proportions rappelant les primates, notamment dans la main qui lui donne des capacités de saisir comparables à celles des marsupiaux mais aussi à celles des primates prosimiens. 
Lemelin (1995) a également constaté que Caluromys derbianus avait des similitudes saisissantes avec petits prosimiens tels que Cheirogaleus et Microcebus dans les détails des proportions et les capacités à saisir et manipuler des objets.

## Description
Il pèse entre 200 et 400 grammes. La coloration de sa fourrure varie géographiquement mais il possède souvent une bande foncée allant du sommet de la tête au nez. Les dogts des pattes se terminent par des griffes à l'exception du pouce opposable. La queue préhensile atteint les deux-tiers de la longueur de l'animal avec la moitié distale de la queue nue.
Il consomme surtout des insectes, des fruits et des petits rongeurs. Il est actif en soirée.
C'est un grimpeur exceptionnel qui utilise sa queue comme balancier.

## Reproduction
La maturité sexuelle est atteinte entre 7 et 9 mois. Les portées seraient de 2 à 4 petits au Nicaragua et 3 à 4 au Panama.

## Répartition

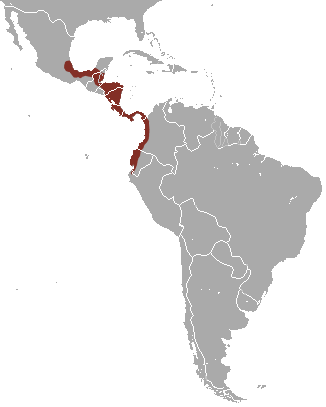
Répartition de l'espèce en Amérique centrale

Il vit dans la jungle au Belize, dans l'ouest de la Colombie, au Costa Rica, en Équateur (Ouest du pays), au Guatemala, au Honduras, au Mexique, au Nicaragua et au Panama.

## Menaces
Sans être aujourd'hui en danger de disparition, il est considéré comme vulnérable et a disparu d'une partie de son aire de répartition en raison de la déforestation.

## Synonymes
Huit synonymes existent pour le nom d'espèce : aztecus (Thomas 1903), canus (Matschie 1917), centralis (Hollister 1914), fervidus (Thomas 1913), pictus (Thomas 1913), pulcher (Matschie 1917), pyrrhus (Thomas 1901), senex (Thomas 1913).